# Tohil

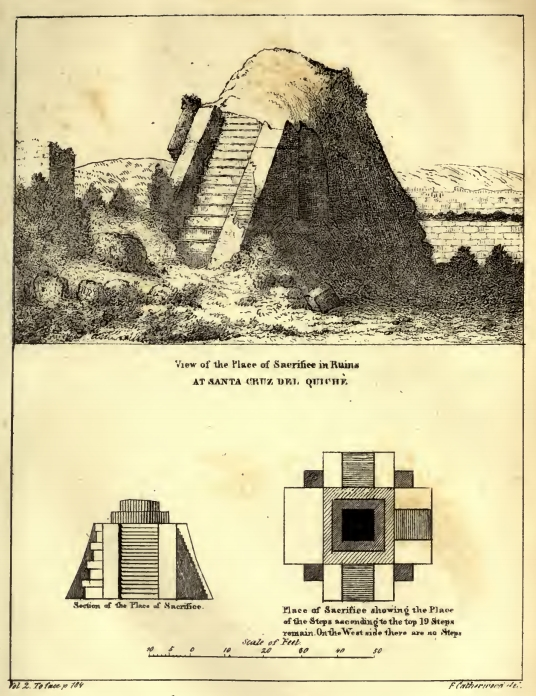
Desenho do templo de Tohil, na antiga capital dos Quichés, Q'umarkaj, de Frederick Catherwood, publicado em 1841.

Tohil (também chamado Tojil) é uma divindade maia do período pós-clássico tardio e o deus patrono dos Quichés.  Trata-se de uma divinidad do fogo, mas também do sol e da chuva.Também era associado às montanhas e às deidades da guerra, bem como aos sacrifícios.
1. ↑  Miller, Mary Ellen (1993). The gods and symbols of ancient Mexico and the Maya : an illustrated dictionary of Mesoamerican religion. Internet Archive. [S.l.]: New York : Thames and Hudson
2. ↑  «Quais são os principais deuses maias?». Super. Consultado em 14 de dezembro de 2023
3. ↑  Popol vuh : the Mayan book of the dawn of life. Internet Archive. [S.l.]: New York : Simon & Schuster. 1996